# Lý Hiến (Đông Hán)
Lý Hiến (chữ Hán: 李宪, ? – 30), người huyện Hứa Xương, quận Dĩnh Xuyên, Dự Châu , thủ lĩnh quân phiệt đầu đời Đông Hán trong lịch sử Trung Quốc.

## Cuộc đời và sự nghiệp
Ban đầu Hiến làm huyện lệnh trong quận Lư Giang. Cuối đời Tân, quân nổi dậy trên Trường Giang là bọn Vương Châu Công lên đến hơn 10 vạn người, đánh phá quận huyện, triều đình lấy ông làm Thiên tướng quân, Lư Giang liên soái, trấn áp Vương Châu Công. Nhà Tân mất (23), Hiến chiếm quận tự lập. Năm Canh Thủy đầu tiên (23), tự xưng Hoài Nam vương. 
Năm Kiến Vũ thứ 3 (27), ông xưng đế, đặt công khanh trăm quan, nắm giữ 9 thành, hơn 10 vạn quân. Mùa thu năm thứ 4 (28), Quang Vũ đế đến Thọ Xuân, sai Dương vũ tướng quân Mã Thành đánh Lý Hiến, vây đất Thư. Tháng giêng ÂL năm thứ 6 (30), thành vỡ, ông bỏ chạy, bị tên lính Bạch Ý giết chết, vợ con đều bị làm tội.  